# Aníbal Muggione
Aníbal Fabián Muggione (Rosario, 28 de febrero de 1966) es un exfutbolista y entrenador argentino. Se formó en Talleres de Córdoba, pero la mayor parte de su trayectoria como profesional la destacó en Venezuela, llegó a jugar en 3 países del extranjero. Actualmente es agente libre. Es hijo de Gualberto Muggione, quien también fue futbolista y entrenador. 

## Clubes

### Como jugador
| Club                              | País      | Año         |
| --------------------------------- | --------- | ----------- |
| Talleres de Córdoba               | Argentina | 1985 - 1988 |
| Racing de Córdoba                 | Argentina | 1988 - 1990 |
| Deportivo Táchira                 | Venezuela | 1990 - 1991 |
| Once Caldas                       | Colombia  | 1992        |
| Central Norte de Salta            | Argentina | 1992        |
| Gimnasia y Esgrima de Mendoza     | Argentina | 1993        |
| Juan Aurich                       | Perú      | 1994 - 1995 |
| San Agustín                       | Perú      | 1996        |
| Nueva Chicago                     | Argentina | 1997        |
| Atlético Olimpo Asociación Mutual | Argentina | 1998        |

### Como entrenador
| Club                                  | País      | Año         |
| ------------------------------------- | --------- | ----------- |
| Real Santa Cruz                       | Bolivia   | 2005        |
| Complejo Deportivo Teniente Origone   | Argentina | 2010        |
| Sarmiento (L)                         | Argentina | 2011 - 2012 |
| Racing de Córdoba                     | Argentina | 2014        |
| [[Club Atlético Sportivo Matienzo\|[[ | Argentina | 2018        |

|2025
|-align=center
|[[San Carlos de Noetinger|[[
| Argentina